# 1995 en astronautique
Chronologie de l'astronautique
- 1991
- 1992
- 1993
- 1994
- 1995
- 1996
- 1997
- 1998
- 1999

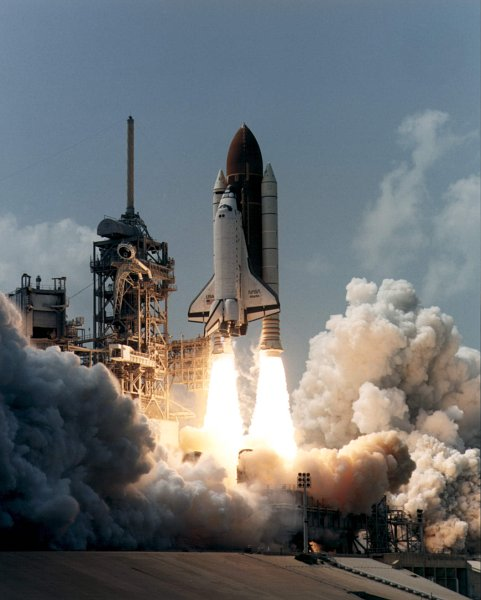
Lancement de la première mission de la navette spatiale américaine devant s'amarrer à la station spatiale russe Mir.

Cette page présente une chronologie des événements qui se sont produits pendant l'année 1995 dans le domaine de l'astronautique.

## Synthèse de l'année 1995

### Cinéma
- Sortie d'Apollo 13, film catastrophe américain réalisé par Ron Howard. Il s'agit d'une adaptation de l'ouvrage Lost Moon: The Perilous Voyage of Apollo 13 (1994), écrit en collaboration par James « Jim » Lovell, qui fut le commandant de la mission spatiale Apollo 13, et par Jeffrey Kluger.

## Programmes spatiaux nationaux

### Chronologie

#### Janvier
| Date            | Lanceur          | Base de lancement | Type                   | Charge utile | Notes                                                                            |
| 10 janvier 1995 | Atlas IIAS       | Cape Canaveral    | Orbite géostationnaire | Intelsat 704 | Satellite de télécommunications                                                  |
| 15 janvier 1995 | Mu-3S-II         | Uchinoura         | Orbite basse           | Express      | Expérience de microgravité avec capsule de retour sur Terre ; Échec du lancement |
| 24 janvier 1995 | Cosmos-3M        | Plessetsk         | Orbite basse           | Tsikada      | Satellite de navigation (Tiskada)                                                |
| 24 janvier 1995 | Cosmos-3M        | Plessetsk         | Orbite basse           | Astrid-1     | Satellite scientifique                                                           |
| 24 janvier 1995 | Cosmos-3M        | Plessetsk         | Orbite basse           | Faisat 1     | Satellite de télécommunications                                                  |
| 25 janvier 1995 | Longue Marche 2E | Xichang           | Orbite géostationnaire | Apstar 2     | Satellite de télécommunications ; Échec du lancement                             |
| 29 janvier 1995 | Atlas II         | Cape Canaveral    | Orbite géostationnaire | UFO F/O F4   | Satellite de télécommunications militaires                                       |

#### Février
| Date            | Lanceur                     | Base de lancement      | Type         | Charge utile                            | Notes                                                                             |
| 3 février 1995  | Navette spatiale américaine | Centre spatial Kennedy | Orbite basse | Navette Discovery (STS-63), Spartan-204 | Astronomie UV et X, récupéré à la fin de la mission, Laboratoire spatial Spacehab |
| 15 février 1995 | Soyouz-U-PVB                | Plessetsk              | Orbite basse | Progress M-26                           | Ravitaillement station spatiale                                                   |
| 16 février 1995 | Soyouz-U-PVB                | Plessetsk              | Orbite basse | Foton No. 10                            | Expériences microgravité avevc véhicule de rentrée                                |

#### Mars
| Date         | Lanceur                     | Base de lancement      | Type                   | Charge utile               | Notes                                             |
| 2 mars 1995  | Navette spatiale américaine | Centre spatial Kennedy | Orbite basse           | Navette Endeavour (STS-67) |                                                   |
| 2 mars 1995  | Cosmos-3M                   | Plessetsk              | Orbite basse           | Taifun                     | Calibration radar                                 |
| 7 mars 1995  | Proton-K/DM-2               | Plessetsk              | Orbite moyenne         | GLONASS Ouragan x 3        | Satellites de navigation                          |
| 14 mars 1995 | Soyouz-U2                   | Plessetsk              | Orbite basse           | Soyouz TM-21               | Relève équipage station spatiale                  |
| 18 mars 1995 | H-II                        | Tanegashima            | Orbite basse           | SFU                        | Expériences de microgravité, télescope infrarouge |
| 18 mars 1995 | H-II                        | Tanegashima            | Orbite géostationnaire | GMS 5                      | Satellite météorologique                          |
| 22 mars 1995 | Cosmos-3M                   | Plessetsk              | Orbite basse           | Parus                      | Satellite de navigation militaire                 |
| 22 mars 1995 | Atlas IIAS                  | Cape Canaveral         | Orbite géostationnaire | Intelsat 705               | Satellite de télécommunications                   |
| 22 mars 1995 | Soyouz-U-PVB                | Plessetsk              | Orbite basse           | Iantar-4K2 Kobalt          | Satellite de reconnaissance                       |
| 24 mars 1995 | Atlas E                     | Vandenberg             | Orbite héliosynchrone  | DMSP F-13                  | Satellite météorologique militaire                |
| 28 mars 1995 | Start-1                     | Plessetsk              |                        |                            | Premier vol du lanceur ; Échec du lancement       |
| 28 mars 1995 | Ariane 4 4LP                | Kourou                 | Orbite géostationnaire | Brasilsat B2               | Satellite de télécommunications                   |
| 28 mars 1995 | Ariane 4 4LP                | Kourou                 | Orbite géostationnaire | Hot Bird 1                 | Satellite de télécommunications                   |

#### Avril
| Date          | Lanceur      | Base de lancement  | Type                   | Charge utile  | Notes                                |
| 3 avril 1995  | Pegasus H    | L-1011, Vandenberg | Orbite basse           | Orbcomm x 2   | Satellites de télécommunications     |
| 3 avril 1995  | Pegasus H    | L-1011, Vandenberg | Orbite polaire         | OrbView-1     | Observation de la Terre (commercial) |
| 5 avril 1995  | Shavit 1     | Palmachim          | Orbite basse           | Ofek-3        | Satellite de reconnaissance          |
| 7 avril 1995  | Atlas IIA    | Cape Canaveral     | Orbite géostationnaire | AMSC 1        | Satellite de télécommunications      |
| 9 avril 1995  | Soyouz-U-PVB | Plessetsk          | Orbite basse           | Progress M-27 | Ravitaillement station spatiale      |
| 21 avril 1995 | Ariane 4 0   | Kourou             | Orbite héliosynchrone  | ERS-2         | Satellite d'observation de la Terre  |

#### Mai
| Date        | Lanceur              | Base de lancement | Type                   | Charge utile | Notes                                      |
| 14 mai 1995 | Titan 401A / Centaur | Cape Canaveral    | Orbite géostationnaire | Mentor 3     | Satellite de reconnaissance électronique   |
| 17 mai 1995 | Ariane 4 4LP         | Kourou            | Orbite géostationnaire | Intelsat 706 | Satellite de télécommunications            |
| 20 mai 1995 | Proton-K             | Plessetsk         | Orbite basse           | Spektr       | Module de la station Mir                   |
| 23 mai 1995 | Atlas I              | Cape Canaveral    | Orbite géostationnaire | GOES J       | Satellite météorologique                   |
| 24 mai 1995 | Molnia M             | Plessetsk         | Orbite de Molnia       | Oko          | Satellite d'alerte précoce                 |
| 31 mai 1995 | Atlas II             | Cape Canaveral    | Orbite géostationnaire | UFO F/O F5   | Satellite de télécommunications militaires |

#### Juin
| Date         | Lanceur                     | Base de lancement      | Type                   | Charge utile              | Notes                                                 |
| 8 juin 1995  | Tsiklon-2                   | Plessetsk              | Orbite basse           | US-PM-M                   | Satellite de reconnaissance océanique                 |
| 10 juin 1995 | Ariane 4 2P                 | Kourou                 | Orbite géostationnaire | DirecTV 3                 | Satellite de télécommunications                       |
| 22 juin 1995 | Pegasus XL                  | L-1011, Vandenberg     | Orbite basse           | STEP-3                    | Satellite militaire expérimental ; Échec du lancement |
| 27 juin 1995 | Navette spatiale américaine | Centre spatial Kennedy | Orbite basse           | Navette Atlantis (STS-71) | Laboratoire spatial Spacelab                          |
| 28 juin 1995 | Soyouz-U-PVB                | Plessetsk              | Orbite basse           | Iantar-4K2 Kobalt         | Satellite de reconnaissance                           |

#### Juillet
| Date            | Lanceur                     | Base de lancement      | Type                   | Charge utile               | Notes                                       |
| 5 juillet 1995  | Cosmos-3M                   | Plessetsk              | Orbite basse           | Nadezhda                   | Satellite de navigation                     |
| 7 juillet 1995  | Ariane 4 0                  | Kourou                 | Orbite basse           | Helios 1A                  | Satellite de reconnaissance optique         |
| 7 juillet 1995  | Ariane 4 0                  | Kourou                 | Orbite basse           | Cerise                     | Satellite technologique                     |
| 7 juillet 1995  | Ariane 4 0                  | Kourou                 | Orbite basse           | UPM-Sat 1                  | Satellite technologique, télécommunications |
| 10 juillet 1995 | Titan 401A/Centaur          | Cape Canaveral         | Orbite de Molniya      | TRUMPET-3                  | Satellite d'écoute électronique             |
| 13 juillet 1995 | Navette spatiale américaine | Centre spatial Kennedy | Orbite basse           | Navette Discovery (STS-70) |                                             |
| 13 juillet 1995 | Navette spatiale américaine | Centre spatial Kennedy | Orbite géostationnaire | TDRS 7                     | Satellite de télécommunications de la NASA  |
| 20 juillet 1995 | Soyouz-U-PVB                | Plessetsk              | Orbite basse           | Progress M-28              | Ravitaillement station spatiale             |
| 24 juillet 1995 | Proton-K/DM-2               | Plessetsk              | Orbite moyenne         | GLONASS Ouragan x 3        | Satellites de navigation                    |
| 31 juillet 1995 | Atlas IIA                   | Cape Canaveral         | Orbite géostationnaire | DSCS III B-7               | Satellite de télécommunications militaires  |

#### Août
| Date         | Lanceur         | Base de lancement | Type                   | Charge utile           | Notes                                                             |
| 2 août 1995  | Molnia M        | Plessetsk         | Orbite haute           | Interbol-1             | Etude de la magnétosphère                                         |
| 2 août 1995  | Molnia M        | Plessetsk         | Orbite haute           | Magion-4               | Étude de la magnétosphère                                         |
| 3 août 1995  | Ariane 4 2L     | Kourou            | Orbite géostationnaire | PAS 4                  | Satellite de télécommunications                                   |
| 5 août 1995  | Delta II 7925   | Cape Canaveral    | Orbite géostationnaire | Koreasat 1             | Satellite de télécommunications ; Échec du lancement              |
| 9 août 1995  | Molnia M        | Plessetsk         | Orbite de Molnia       | Molniya-3              | Satellite de télécommunications                                   |
| 15 août 1995 | Athena I        | Vandenberg        | Orbite basse           | Gemstar DSS-1          | Satellite de télécommunications ; Échec du lancement              |
| 29 août 1995 | Atlas IIAS      | Cape Canaveral    | Orbite géostationnaire | JCSAT-3 (en)           | Satellite de télécommunications                                   |
| 29 août 1995 | Ariane 4 4P     | Kourou            | Orbite géostationnaire | N-STAR a               | Satellite de télécommunications                                   |
| 30 août 1995 | Proton-K / DM-2 | Plessetsk         | Orbite géostationnaire | Potok No. 20L          | Satellite de télécommunications militaires                        |
| 31 août 1995 | Tsiklon-3       | Plessetsk         | Orbite polaire         | Okean-O1 No. 8/NKhM 10 | Satellite d'observation de la Terre                               |
| 31 août 1995 | Tsiklon-3       | Plessetsk         | Orbite polaire         | Fasat-Alfa             | Satellite technologique, premier satellite développé par le Chili |

#### Septembre
| Date              | Lanceur                     | Base de lancement      | Type                   | Charge utile                                                  | Notes                                                                         |
| 3 septembre 1995  | Soyouz-U2                   | Plessetsk              | Orbite basse           | Soyouz TM-22                                                  | Relève équipage station spatiale                                              |
| 7 septembre 1995  | Navette spatiale américaine | Centre spatial Kennedy | Orbite basse           | Navette Endeavour (STS-69), Spartan 201, Wake Shield Facility | Astronomie UV (Spartan), Tests de matériaux; récupérés à la fin de la mission |
| 24 septembre 1995 | Ariane 4 2L                 | Kourou                 | Orbite géostationnaire | Telstar 402R                                                  | Satellite de télécommunications                                               |
| 26 septembre 1995 | Soyouz-U-PVB                | Plessetsk              | Orbite héliosynchrone  | Resurs-F2 17F42 No. 10                                        | Observation de la Terre                                                       |
| 29 septembre 1995 | Soyouz-U-PVB                | Plessetsk              | Orbite basse           | Iantar-4KS1M Neman                                            | Satellite de reconnaissance                                                   |

#### Octobre
| Date            | Lanceur                     | Base de lancement      | Type                   | Charge utile              | Notes                                                                          |
| 6 octobre 1995  | Cosmos-3M                   | Plessetsk              | Orbite basse           | Parus                     | Satellite de navigation militaire ; Échec du lancement                         |
| 8 octobre 1995  | Soyouz-U-PVB                | Plessetsk              | Orbite basse           | Progress M-29             | Ravitaillement station spatiale                                                |
| 11 octobre 1995 | Proton-K/DM-2               | Plessetsk              | Orbite géostationnaire | Loutch-1                  | Satellite de télécommunications                                                |
| 19 octobre 1995 | Ariane 4 2L                 | Kourou                 | Orbite géostationnaire | Astra 1E                  | Satellite de télécommunications                                                |
| 20 octobre 1995 | Navette spatiale américaine | Centre spatial Kennedy | Orbite basse           | Navette Columbia (STS-73) | Laboratoire spatial Spacelab                                                   |
| 22 octobre 1995 | Atlas II                    | Cape Canaveral         | Orbite géostationnaire | UFO F/O F6                | Satellite de télécommunications militaires                                     |
| 23 octobre 1995 | Conestoga                   | Wallops Island         | Orbite basse           | METEOR SM                 | Expériences de microgravité avec capsule retour sur terre ; Échec du lancement |
| 31 octobre 1995 | Zenit-2                     | Plessetsk              | Orbite basse           | Tselina-2                 | Satellite d'écoute électronique                                                |

#### Novembre
| Date             | Lanceur                     | Base de lancement      | Type                   | Charge utile              | Notes                                      |
| 4 novembre 1995  | Delta II 7920-10            | Vandenberg             | Orbite héliosynchrone  | Radarsat                  | Observation de la Terre (radar)            |
| 6 novembre 1995  | Titan 401A/Centaur          | Cape Canaveral         | Orbite géostationnaire | Milstar 2                 | Satellite de télécommunications militaires |
| 12 novembre 1995 | Navette spatiale américaine | Centre spatial Kennedy | Orbite basse           | Navette Atlantis (STS-74) |                                            |
| 17 novembre 1995 | Ariane 4 4P                 | Kourou                 | Orbite haute           | ISO                       | télescope infrarouge                       |
| 17 novembre 1995 | Proton-K/DM-2               | Plessetsk              | Orbite géostationnaire | Gals 2                    | Satellite de télécommunications            |
| 28 novembre 1995 | Longue Marche 2E            | Xichang                | Orbite géostationnaire | AsiaSat 2                 | Satellite de télécommunications            |

#### Décembre
| Date             | Lanceur          | Base de lancement | Type                   | Charge utile                | Notes                                 |
| 2 décembre 1995  | Atlas IIAS       | Cape Canaveral    | Orbite héliocentrique  | SoHO                        | Observatoire solaire                  |
| 5 décembre 1995  | Titan 404A       | Vandenberg        | Orbite polaire         | KH-11                       | Satellite de reconnaissance optique   |
| 6 décembre 1995  | Ariane 4 4L      | Kourou            | Orbite géostationnaire | Telecom 2C                  | Télécommunications                    |
| 6 décembre 1995  | Ariane 4 4L      | Kourou            | Orbite géostationnaire | Insat 2C                    | Satellite de télécommunications       |
| 14 décembre 1995 | Proton-K/DM-2    | Plessetsk         | Orbite moyenne         | GLONASS Ouragan x 3         | Satellite de navigation               |
| 15 décembre 1995 | Atlas IIA        | Cape Canaveral    | Orbite géostationnaire | Galaxy 3R                   | Satellite de télécommunications       |
| 18 décembre 1995 | Soyouz-U-PVB     | Plessetsk         | Orbite basse           | Progress M-30               | Ravitaillement station spatiale       |
| 20 décembre 1995 | Tsiklon-2        | Plessetsk         | Orbite basse           | US-PM-U/Konus-A             | Satellite de reconnaissance océanique |
| 28 décembre 1995 | Molnia M         | Plessetsk         | Orbite héliosynchrone  | IRS-1C (en)                 | Satellite d'observation de la Terre   |
| 28 décembre 1995 | Molnia M         | Plessetsk         | Orbite polaire         | Skipper                     | Satellite technologique               |
| 28 décembre 1995 | Longue Marche 2E | Xichang           | Orbite géostationnaire | EchoStar I                  | Satellite de télécommunications       |
| 30 décembre 1995 | Delta II 7920-10 | Cape Canaveral    | Orbite basse           | Rossi X-ray Timing Explorer | Télescope rayons X                    |

### Vols orbitaux

#### Par pays
| Pays       | Lancements | Succès | Échecs | Échecs partiels | Remarques |
| ---------- | ---------- | ------ | ------ | --------------- | --------- |
| Chine      | 3          | 2      | 1      |                 |           |
| États-Unis | 30         | 26     | 4      |                 |           |
| Europe     | 11         | 11     |        |                 |           |
| Israël     | 1          | 1      |        |                 |           |
| Japon      | 2          | 1      | 1      |                 |           |
| Russie/CEI | 33         | 31     | 2      |                 |           |

#### Par lanceur
| Lanceur          | Pays       | Lancements | Succès | Échecs | Échecs partiels | Remarques             |
| ---------------- | ---------- | ---------- | ------ | ------ | --------------- | --------------------- |
| Ariane 4         | Europe     | 11         | 11     |        |                 |                       |
| Athena I         | États-Unis | 1          |        | 1      |                 | Premier vol           |
| Atlas            | États-Unis | 12         | 12     |        |                 |                       |
| Conestoga        | États-Unis | 1          |        | 1      |                 | Premier et unique vol |
| Cosmos-3M        | Russie     | 5          | 4      | 1      |                 |                       |
| Delta II         | États-Unis | 3          | 2      | 1      |                 |                       |
| H-II             | Japon      | 1          | 1      |        |                 |                       |
| Longue Marche 2E | Chine      | 3          | 2      | 1      |                 |                       |
| Molnia           | Russie     | 4          | 4      |        |                 |                       |
| Mu-3S-II         | Japon      | 1          |        | 1      |                 |                       |
| Navette spatiale | États-Unis | 7          | 7      |        |                 |                       |
| Pegasus          | États-Unis | 2          | 1      | 1      |                 |                       |
| Proton-M         | Russie     | 7          | 7      |        |                 |                       |
| Shavit-1         | Israël     | 1          | 1      |        |                 |                       |
| Soyouz-U         | Russie     | 12         | 12     |        |                 |                       |
| Start            | Russie     | 1          |        | 1      |                 | Premier vol           |
| Titan            | États-Unis | 4          | 4      |        |                 |                       |
| Tsiklon-2        | Russie     | 2          | 2      |        |                 |                       |
| Tsiklon-3        | Russie     | 1          | 1      |        |                 |                       |
| Zenit-2          | Russie     | 1          | 1      |        |                 |                       |

#### Par type d'orbite
| Orbite                 | Lancements | Succès | Échecs | Orbite atteinte involontairement | Remarques                                                                             |
| ---------------------- | ---------- | ------ | ------ | -------------------------------- | ------------------------------------------------------------------------------------- |
| Basse                  |            |        |        |                                  |                                                                                       |
| Moyenne                |            |        |        |                                  |                                                                                       |
| Haute                  |            |        |        |                                  | dont Molnia, orbite de transfert vers la Lune, orbite elliptique à forte excentricité |
| Géosynchrone/transfert |            |        |        |                                  |                                                                                       |
| Héliocentrique         |            |        |        |                                  | dont orbite de transfert interplanétaire                                              |

#### Par site de lancement
| Site           | Pays       | Lancements | Succès | Echecs | Echecs partiels | Remarques |
| -------------- | ---------- | ---------- | ------ | ------ | --------------- | --------- |
| Cape Canaveral | États-Unis | 16         | 15     | 1      |                 |           |
| Kennedy        | États-Unis | 7          | 7      |        |                 |           |
| Kourou         | France     | 11         | 11     |        |                 |           |
| Palmachim      | Israël     | 1          | 1      |        |                 |           |
| Plessetsk      | Russie     | 33         | 31     | 2      |                 |           |
| Tanegashima    | Japon      | 1          | 1      |        |                 |           |
| Uchinouraa     | Japon      | 1          |        | 1      |                 |           |
| Vandenberg     | États-Unis | 6          | 4      | 2      |                 |           |
| Wallops Island | États-Unis | 1          |        | 1      |                 |           |
| Xichang        | Chine      | 3          | 2      | 1      |                 |           |

## Survols et contacts planétaires
| Date | Sonde spatiale | Événement | Remarque |
| ---- | -------------- | --------- | -------- |
|      |                |           |          |

### Sources
- (en) Jonathan McDowell, « Jonathan's Space Report », Jonathan's Space Page
- (en) Gunter Krebs, « Chronology of Space Launches », Gunter's Space Page